# Río Grijalva
Río Grijalva este un râu cu lungimea de 480 km și un bazin de colectare de  134,400 km², el este situat în America Centrală, care are izvorul în munții „Cuhumatanes” din Guatemala. El trversează ulterior statele  mexicane Chiapas și Tabasco și se varsă în Golful Mexic. Denumirea râului poartă numele descoperitorului spaniol „ Juan de Grijalva” care a trăit în secolul al XVI-lea. Pe cursul lui se află canionul Cañón del Sumidero ca și cea mai mare hidrocentrală din Mexic: La Angostura  (Dr. Belisario Domínguez), Malpaso (Netzhualcoyotl), Manuel-M.-Torres-Staudamm (Chicoasén) și Peñitas (General Angel Albino Corzo}.
O porțiune este navigabilă pentru vasele cu pescaj mic.